# Sierpin
Sierpin  (deutsch  Serpin, Serpien, auch Zerpien) ist ein kleines Dorf in der Stadt-/Landgemeinde Elbląg  im Powiat Elbląski  (Kreis Elbing) der polnischen Woiwodschaft Ermland-Masuren.

## Geographische Lage
Das Dorf liegt in Westpreußen, etwa 7 ½ Kilometer östlich der Stadt Elbing auf der Elbingschen Höhe (Wysoczyzna Elbląska) und 25 Kilometer südlich vom Strand der offenen Ostsee entfernt. Die Ortschaft befindet sich in einer Höhenlage von etwa 116 Metern über dem Meeresspiegel. Die im Nordosten verlaufende Landesgrenze Polens mit Russland ist etwa 40 Kilometer entfernt.

## Geschichte
Auf einem Feldstück des Dorfs Serpin wurde im letzten Jahrzehnt des 19. Jahrhunderts ein Gräberfeld aus der Vorzeit gefunden und wissenschaftlich ausgewertet.
1246 wurde ein Ort Zerewet bei der ältesten erhaltenen Erwähnung von Elbing genannt, möglicherweise war es dieser Ort. Von 1286 ist die erste urkundliche Erwähnung  des Gutes Zerpin bekannt.
Serpin gehörte seit dem 19. Jahrhundert zum Kreis Elbing.
1818 wurde eine Schule gebaut. 1820 gab es neun Feuerstellen mit 182 Einwohnern. 1896 brannte die Schule ab und wurde  zwei Jahre später neu gebaut.
1920 lebten 210 Einwohner im Ort.
Am 1. Februar 1935 wurde ein Teil der Landgemeinde Preußisch Mark in die Landgemeinde Serpin eingegliedert und ein Teil der Landgemeinde Serpin in die Landgemeinde Preußisch Mark.
Vor Ende des Zweiten Weltkriegs gehörte die Landgemeinde Serpin zum Landkreis Elbing im Reichsgau Danzig-Westpreußen im Regierungsbezirk Danzig des Deutschen Reichs.
Gegen Ende des Zweiten Weltkriegs wurde die Region im Frühjahr 1945 von der Roten Armee besetzt. Anschließend wurde Serpin zusammen mit der gesamten südlichen Hälfte Ostpreußens von der Sowjetunion besatzungsrechtlich der Volksrepublik Polen  zur Verwaltung überlassen.  Der Ortsname Serpin wurde zu Sierpin polonisiert. In der Folgezeit wurde die einheimische Bevölkerung von der polnischen Administration aus dem Kreisgebiet vertrieben.
Die Haupteinnahmequelle des Dorfes ist bis heute die Landwirtschaft. 2011 lebten hier 61 Einwohner.